# Éasy
ÉASY (* 21. Januar 1994 in Attendorn; bürgerlicher Name Elisa Schulte; früher: ÉSMaticx) ist eine deutsche Rapperin aus Attendorn.

## Leben
ÉASY wurde als ÉSMaticx' vor allem durch das Videobattleturnier (VBT) bekannt. Daran nahm sie erstmals 2012 teil, bis sie sich im Vierundsechzigstelfinale gegen Gio geschlagen geben musste. Im Jahr 2013 nahm sie an der VBT Splash!-Edition teil. Hier verlor sie gegen EstA im Achtelfinale. Durch ihre Auftritte im VBT konnte sie sich eine beachtliche Fanbase von etwa 75.000 Anhängern auf Facebook erarbeiten. Nach dem letzten VBT verzichtete sie auf die Teilnahme an weiteren Battlerap-Turnieren.
Schon am 24. Dezember 2011 veröffentlichte sie ihre erste, vier Titel umfassende, Free-EP Schöne Be-share-ung, über ihre Webseite. Am 18. März 2013 erschien ihre zweite EP Komm mal mit denn das ist És, ebenfalls wieder als kostenloser Download. Anschließend begann sie an ihrem Debütalbum zu arbeiten. Im September 2015 veröffentlichte sie ihre dritte EP Liegen bleiben, die in zwei Versionen erschien: einmal als kostenloser Download und einmal als kommerzielle Variante mit einem Bonustrack von ihrem kommenden Album.
Am 27. Mai 2016 erschien ihr Debütalbum Rot auf dem Label Egoland Music, das von der gleichnamigen Hip-Hop-Formation um Lucry, Furious und Atzenkalle gegründet wurde. Das Album wurde von Lucry produziert und enthielt mit She-Raw nur ein einziges Feature.
Mit ihrem Namenswechsel zu ÉASY möchte sie ihr Image als Battlerapperin niederlegen. Am 25. September 2020 veröffentlichte sie ihr zweites, ohne Label vertriebenes Studioalbum In der Luft, auf dem She-Raw erneut als Gast auftrat, Luci van Org war ebenfalls mit einem Gastauftritt vertreten.

## Diskografie
Alben
- 2016: Rot (Egoland Musik/Soulfood)
- 2020: In der Luft
- 2023: Unter Wasser

EPs
- 2011: Schöne Be-share-ung (Free-Download-EP)
- 2013: Komm mal mit denn das ist És (Free-Download-EP)
- 2015: Liegen bleiben (Free-Download-EP)
- 2016: An die See über Berlin (Egoland Musik)